# Maria Gąsiorowska (nauczycielka)
Maria Gąsiorowska (ur. 6 lipca 1945 w Turku) – polska nauczycielka, poseł na Sejm PRL VI kadencji.

## Życiorys
Uzyskała wykształcenie wyższe na Wydziale Filologii Polskiej Uniwersytetu Łódzkiego. W 1969 rozpoczęła pracę w Państwowym Technikum Rolniczym w Kaczkach Średnich, zakończyła pracę w 1999.
Była członkinią Związku Harcerstwa Polskiego, Związku Młodzieży Socjalistycznej oraz Zrzeszenia Studentów Polskich. Opiekowała się kołem klasowym Związku Młodzieży Wiejskiej i pełniła funkcję sekretarza ogniska Związku Młodzieży Polskiej w szkole. W 1972 uzyskała mandat posła na Sejm PRL w okręgu Kalisz. Zasiadała w Komisji Rolnictwa i Przemysłu Spożywczego.